# Adoxophyes
Adoxophyes es un género de polilla de la tribu Archipini.

## Especies
- Adoxophyes acrocindina Diakonoff, 1983
- Adoxophyes afonini Razowski, 2009
- Adoxophyes aniara Diakonoff, 1941
- Adoxophyes aurantia Clarke, 1976
- Adoxophyes aurantiana Bradley, 1961
- Adoxophyes aurata Diakonoff, 1968
- Adoxophyes balioleuca Clarke, 1976
- Adoxophyes beijingensis Zhou, Qui & Fu, 1997
- Adoxophyes bematica Meyrick, 1910
- Adoxophyes chloromydra Meyrick, 1926
- Adoxophyes congruana (Walker, 1863)
- Adoxophyes controversa Diakonoff, 1952
- Adoxophyes croesus Diakonoff, 1975
- Adoxophyes cyrtosema Meyrick, 1886
- Adoxophyes dubia Yasuda, 1998
- Adoxophyes ergatica Meyrick, 1911
- Adoxophyes fasciata Walsingham, 1900
- Adoxophyes fasciculana (Walker, 1866)
- Adoxophyes flagrans Meyrick, 1912
- Adoxophyes furcatana (Walker, 1863)
- Adoxophyes heteroidana Meyrick, 1881
- Adoxophyes honmai Yasuda, 1998
- Adoxophyes horographa Meyrick, 1928
- Adoxophyes instillata Meyrick, 1922
- Adoxophyes lacertana Razowski, 2013
- Adoxophyes liberatrix (Diakonoff, 1947)
- Adoxophyes libralis Meyrick, 1927
- Adoxophyes luctuosa Razowski, 2013
- Adoxophyes marmarygodes Diakonoff, 1952
- Adoxophyes meion Razowski, 2013
- Adoxophyes melia Clarke, 1976
- Adoxophyes melichroa (Lower, 1899)
- Adoxophyes microptycha Diakonoff, 1957
- Adoxophyes moderatana (Walker, 1863)
- Adoxophyes molybdaina Clarke, 1976
- Adoxophyes nebrodes Meyrick, 1920
- Adoxophyes negundana (McDunnough, 1923)
- Adoxophyes nemorum Diakonoff, 1941
- Adoxophyes olethra Razowski, 2013
- Adoxophyes orana (Fischer von Rslerstamm, 1834)
- Adoxophyes panurga Razowski, 2013
- Adoxophyes panxantha (Lower, 1901)
- Adoxophyes parameca Razowski, 2013
- Adoxophyes paraorana Byun, in Byun et al., 2012
- Adoxophyes parastropha Meyrick, 1912
- Adoxophyes perangusta Diakonoff, 196
- Adoxophyes peritoma Meyrick, 1918
- Adoxophyes perstricta Meyrick, 1928
- Adoxophyes planes Razowski, 2013
- Adoxophyes poecilogramma Clarke, 1976
- Adoxophyes privatana (Walker, 1863)
- Adoxophyes psammocyma (Meyrick, 1908)
- Adoxophyes revoluta (Meyrick, 1908)
- Adoxophyes rhopalodesma Diakonoff, 1961
- Adoxophyes telesticta Meyrick, 1930
- Adoxophyes templana (Pagenstecher, 1900)
- Adoxophyes tetraphracta Meyrick, 1938
- Adoxophyes thoracica Diakonoff, 1941
- Adoxophyes tripselia (Lower, 1908)
- Adoxophyes trirhabda Diakonoff, 1969
- Adoxophyes vindicata Meyrick, 1910
- Adoxophyes vitilevu Razowski, 2016